# Xã Freedom, Quận Palo Alto, Iowa
Xã Freedom (tiếng Anh: Freedom Township) là một xã thuộc quận Palo Alto, tiểu bang Iowa, Hoa Kỳ. Năm 2010, dân số của xã này là 1.446 người.